# 120

120(백이십)은 119보다 크고 121보다 작은 자연수다.

## 수학
- 합성수로, 그 약수는 총 16개다. (1, 2, 3, 4, 5, 6, 8, 10, 12, 15, 20, 24, 30, 40, 60, 120)
  - 약수가 16개인 가장 작은 자연수다.
  - 120의 진약수의 합은 240이므로, 120은 과잉수다.
- 10번째 고도 합성수다. 앞의 고도 합성수는 60, 다음은 180이다.
- 6번째 불가촉수이자, 가장 작은 세 자리 불가촉수다. 앞의 불가촉수는 96, 다음은 124다.
- 12번째 펜타나치 수다. 앞의 펜타나치 수는 61, 다음은 236이다.
- 15번째 삼각수다. 앞의 삼각수는 105, 다음 삼각수는 136이다.
- 하샤드 수다.
- {\displaystyle 120=59+61}
  - 연속하는 두 소수(素數)의 합으로 나타낼 수 있는 수다. 이 성질을 지닌 앞의 수는 112, 다음 수는 128이다.
- {\displaystyle 120=23+29+31+37}
  - 연속하는 네 소수(素數)의 합으로 나타낼 수 있는 수다. 이 성질을 지닌 앞의 수는 102, 다음 수는 138이다.
- {\displaystyle 120=12+22+35+51}
  - 연속하는 네 오각수의 합으로 나타낼 수 있는 가장 작은 세 자리 수다. 이 성질을 지닌 앞의 수는 74, 다음 수는 178이다.
- {\displaystyle 120=5!=1\times 2\times 3\times 4\times 5=2\times 3\times 4\times 5}
  - 5 이하의 모든 자연수의 곱(계승)이다.
  - 연속하는 네 자연수의 곱으로 나타낼 수 있는 수다. 이 성질을 지닌 앞의 수는 24, 다음 수는 360이다.
  - 연속하는 자연수 5개의 곱으로 나타낼 수 있는 가장 작은 수다. 이 성질을 지닌 다음 수는 720이다.
- {\displaystyle 120=10\times 12}
  - 연속하는 두 짝수의 곱으로 나타낼 수 있는 수다. 이 성질을 지닌 앞의 수는 80, 다음 수는 168이다.
- {\displaystyle 120=4\times 5\times 6}
  - 연속하는 세 자연수의 곱으로 나타낼 수 있는 수다. 이 성질을 지닌 앞의 수는 60, 다음 수는 210이다.
- {\displaystyle 120=2^{2}+4^{2}+6^{2}+8^{2}}
  - 8번째 사면체수로, 8 이하의 모든 짝수의 제곱합이다. 앞의 사면체수는 84, 다음은 165다.
  - 연속하는 네 짝수의 제곱합으로 나타낼 수 있는 가장 작은 수다. 이 성질을 지닌 다음 수는 216이다.
- {\displaystyle 120=11^{2}-1}

## 과학·기술
- 운비닐륨(Ubn)의 원자 번호.
- NGC 120: 고래자리 방향에 있는 렌즈형은하.
- 코스모스 120호(영어판): 소련의 인공위성.

## 교통

### 항공
- 유테이르 항공 120편 추락 사고 (2012년)

### 철도
- 수도권 전철 1호선 석계역의 역번호.
- 부산 도시철도 1호선 부전역의 역번호.
- 대구 도시철도 1호선 상인역의 역번호.
- 대전 도시철도 1호선 노은역의 역번호.

### 도로
- 고속도로 및 국도
  - 대한민국 경인고속도로의 노선번호.
  - 일본 120번 국도: 도치기현 닛코시에서 군마현 누마타시까지 이어지는 일본의 국도.
- 기타 도로
  - 현도 제120호선

## 군사
- U-120: 독일의 군용 잠수함. 제1차 세계 대전에 사용된 1918년제 모델(영어판)과 제2차 세계 대전에 사용된 1940년제 모델(영어판)이 있다.

## 문화유산
- 대한민국의 국보 제120호: 용주사 동종
- 대한민국의 보물 제120호: 상주 증촌리 석조여래좌상
- 대한민국의 사적 제120호: 고성 내산리 고분군

## 방송
- 스카이라이프의 한국낚시방송 채널 번호.
- 지니 TV의 FTV 채널 번호.
- B tv의 UXN 채널 번호.
- U+ TV의 숲 채널 번호.
- LG헬로비전의 생활체육TV 채널 번호.
- B tv 케이블의 TV조선3 채널 번호.

## 작품
- 《모모코 120%》(1986년): 자레코에서 제작·출시한 플랫폼 게임.
- 레밍즈의 스테이지는 모두 120개다.

## 기타
- 날짜: 1월 20일
- 연도: 120년, 기원전 120년
- 120년대
- 대한민국(충북지역 제외)에서 생활민원서비스(광역지자체 민원콜센터) 전화번호.
- 한국십진분류법에서 인식론, 인과론 및 인간학에 관한 책들이 분류되는 번호.
- TOEFL 시험 중 iBT의 만점은 120점이다.
- 달력에서 4개의 달 4월, 6월, 9월, 11월은 총 30일까지이므로 120일이다.